# Leo Jun Ikenaga
Leo Jun Ikenaga SJ (jap. レオ 池長 潤, Reo Ikenaga Jun; * 11. März 1937 in Kōbe) ist ein japanischer Ordensgeistlicher und emeritierter römisch-katholischer Erzbischof von Ōsaka.

## Leben
Leo Jun Ikenaga trat der Ordensgemeinschaft der Jesuiten bei und empfing am 20. März 1968 die Priesterweihe. 
Papst Johannes Paul II. ernannte ihn am 2. November 1995 zum Koadjutorerzbischof von Ōsaka. Die Bischofsweihe spendete ihm der Erzbischof von Ōsaka, Paul Hisao Yasuda, am 20. März des nächsten Jahres; Mitkonsekratoren waren Joseph Satoshi Fukahori, Bischof von Takamatsu, und Raymond Ken’ichi Tanaka, Bischof von Kyōto. 
Mit der Emeritierung Paul Hisao Yasudas folgte er ihm am 10. Mai 1997 als Erzbischof von Ōsaka nach und er wurde am 22. Juni desselben Jahres in das Amt eingeführt.
Am 20. August 2014 nahm Papst Franziskus seinen altersbedingten Rücktritt an.